# Nola griveaudalis
Nola griveaudalis är en fjärilsart som beskrevs av De Toulgoët 1961. Nola griveaudalis ingår i släktet Nola och familjen trågspinnare. Inga underarter finns listade i Catalogue of Life.